# Bălteni, Ilfov
Bălteni este un sat în comuna Periș din județul Ilfov, Muntenia, România.
Pe unul dintre holurile palatului de la Versoix, unde are reședința Regele Mihai I de România, se găsește o hartă pe care sunt marcate cîteva localități. Una dintre ele este Scroviștea. Se pare că niciodată satul nu s-a numit Scroviștea ci Bălteni. De fapt scroviști înseamnă bălți. Cu toate astea halta din Bălteni se numește Scroviștea. Povestea acelei hărți este simplă: Regele Carol I a trimis cîțiva specialiști pentru determinarea calității aerului prin toată țara. În urma studiilor a fost întocmită o hartă, iar Regele a hotărît să construiască reședințe în 3 dintre ele, practic în cele mai curate 3 localități. Și așa au fost construite palatele de la Sinaia, Scroviștea și Săvîrșin (ordinea este dată de gradul de curăție al aerului). Acea hartă cuprinde cîteva din reședințele Regelui, inclusiv acestea 3.
Multi oameni care ajung în satul Bălteni, fără să știe de povestea de mai sus, constată că aerul este altfel. Una din explicații, dar care nu răspunde la toate întrebările, este faptul că satul se găsește pe o insulă (parțial ochiurile de apă sînt colmatate) înconjurată de un inel de pădure, care, la rîndul lui este înconjurat de ape (Ialomița, lacul Snagov), practic filtre naturale. Drumul de acces are aproximativ 2 km și pe jumătate este asfaltat din 1932 și trece numai prin pădure.

## Transporturi
Bălteni este traversat de drumul comunal 179 (DC179) care face legătura cu satele din apropiere, Periș și Buriaș.
Este deservit Halta Scroviștea, majoritatea trenurilor regionale având stație aici.